# Декейтер (округ, Теннесси)
Округ Декейтер (англ. Decatur County) располагается в штате Теннесси, США. Официально образован в ноябре 1845 года. По состоянию на 2010 год, численность населения составляла 11 757 человек.

## География
По данным Бюро переписи США, общая площадь округа равняется 893,551 км2, из которых 865,061 км2 — суша, и 11,000 км2, или 3,190 % — это водоёмы.

## Население
По данным переписи населения 2000 года в округе проживает 11 731 житель в составе 4908 домашних хозяйств и 3415 семей. Плотность населения составляет 14,00 человек на км2. На территории округа насчитывается 6448 жилых строений, при плотности застройки около 7,00-ми строений на км2. Расовый состав населения: белые — 94,12 %, афроамериканцы — 3,47 %, коренные американцы (индейцы) — 0,23 %, азиаты — 0,20 %, гавайцы — 0,03 %, представители других рас — 1,20 %, представители двух или более рас — 0,76 %. Испаноязычные составляли 1,95 % населения независимо от расы.
В составе 27,30 % из общего числа домашних хозяйств проживают дети в возрасте до 18 лет, 56,70 % домашних хозяйств представляют собой супружеские пары, проживающие вместе, 9,00 % домашних хозяйств представляют собой одиноких женщин без супруга, 30,40 % домашних хозяйств не имеют отношения к семьям, 27,60 % домашних хозяйств состоят из одного человека, 13,40 % домашних хозяйств состоят из престарелых (65 лет и старше), проживающих в одиночестве. Средний размер домашнего хозяйства составляет 2,34 человека, и средний размер семьи — 2,82 человека.
Возрастной состав округа: 21,70 % — моложе 18 лет, 7,90 % — от 18 до 24, 25,90 % — от 25 до 44, 26,30 % — от 45 до 64, и 26,30 % — от 65 и старше. Средний возраст жителя округа — 41 год. На каждые 100 женщин приходится 94,50 мужчин. На каждые 100 женщин старше 18 лет приходится 91,90 мужчин.
Средний доход на домохозяйство в округе составлял 28 741 USD, на семью — 34 919 USD. Среднестатистический заработок мужчины был 25 945 USD против 20 155 USD для женщины. Доход на душу населения составлял 17 285 USD. Около 13,80 % семей и 16,00 % общего населения находились ниже черты бедности, в том числе — 18,90 % молодежи (тех, кому ещё не исполнилось 18 лет) и 22,20 % тех, кому было уже больше 65 лет.